# Edmund Niedzielski
Edmund Niedzielski (ur. 10 października 1925 w Leśnictwie Hutka, zm. 20 marca 1983) – polski inżynier leśnictwa i działacz partyjny, poseł na Sejm PRL VIII kadencji (1981–1983) z ramienia Polskiej Zjednoczonej Partii Robotniczej.

## Życiorys
W okresie okupacji pracował jako robotnik leśny. W 1947 podjął pracę w Lasach Państwowych. Uzyskał tytuł inżyniera leśnictwa na Uniwersytecie Poznańskim w 1961, po czym został powołany na stanowisko nadleśniczego Nadleśnictwa Taczanów. Był radnym Wojewódzkiej Rady Narodowej w Kaliszu. 24 września 1981 objął mandat posła na Sejm PRL VIII kadencji w okręgu Kalisz, zastępując Zbigniewa Chodyłę. Zasiadał w Komisji Administracji, Gospodarki Terenowej i Ochrony Środowiska i Komisji Leśnictwa i Przemysłu Drzewnego. Zmarł w trakcie kadencji.

## Odznaczenia
- Medal 30-lecia Polski Ludowej